# Bradford, Illinois
Bradford là một làng thuộc quận Stark, tiểu bang Illinois, Hoa Kỳ. Năm 2010, dân số của làng này là 768 người.

## Dân số
Dân số qua các năm:
- Năm 2000: 787 người.
- Năm 2010: 768 người.